# Vyšné nad Hronom
Vyšné nad Hronom (in ungherese Nagyod) è un comune della Slovacchia facente parte del distretto di Levice, nella regione di Nitra.